# Andrei Wiktorowitsch Nasarow
Andrei Wiktorowitsch Nasarow (russisch Андрей Викторович Назаров; * 22. Mai 1974 in Tscheljabinsk, Russische SFSR) ist ein ehemaliger russischer Eishockeyspieler und derzeitiger -trainer. Während seiner aktiven Zeit spielte er in der National Hockey League für die San Jose Sharks, Tampa Bay Lightning, Calgary Flames, Mighty Ducks of Anaheim, Boston Bruins, Phoenix Coyotes und Minnesota Wild und in der russischen Superliga für Dynamo Moskau, Metallurg Nowokusnezk und Awangard Omsk. Zuletzt war er Cheftrainer von Neftechimik Nischnekamsk aus der Kontinentalen Hockey-Liga.

## Karriere

### Als Spieler
Nach zwei Spielzeiten bei Dynamo Moskau Anfang der 1990er wurde Nasarow im NHL Entry Draft 1992 in der ersten Runde an zehnter Stelle von den San Jose Sharks ausgewählt. Zur Saison 1993/94 wechselte er dann in die NHL und blieb bis zum März 1998 in San Jose.
Es folgte der Wechsel zu den Tampa Bay Lightning. Die Sharks gaben ihn und einen Erstrunden-Pick im NHL Entry Draft 1998, mit dem später Vincent Lecavalier gezogen wurde, ab und erhielten im Gegenzug Bryan Marchment, David Shaw und ebenfalls einen Erstrunden-Pick im selben Draft. Nasarow blieb jedoch nur zehn Monate in Tampa, da er im Januar 1999 im Austausch für Michael Nylander zu den Calgary Flames abgegeben wurde. Nach nur acht Monaten folgte der dritte Wechsel innerhalb der NHL. Diesmal wechselte er zu den Mighty Ducks of Anaheim, die ihn im November 2000 zu den Boston Bruins schickten. Die Bruins waren damit sein fünftes Team in zweieinhalb Jahren. Auch in Boston spielte der Russe nicht lange. Nach 15 Monaten, im Januar 2002, wechselte er zu den Phoenix Coyotes, wo er bis zum Ende der Saison 2003/04 blieb.
Während des Lockouts der NHL-Saison 2004/05 kehrte Nasarow in sein Heimatland zurück und lief in der russischen Superliga für Metallurg Nowokusnezk und Awangard Omsk auf. Mit Omsk gewann er zum Jahresbeginn 2005 in überzeugender Manier den erstmals ausgetragenen IIHF European Champions Cup.

### Als Trainer
Zur Saison 2005/06 unterzeichnete Nasarow einen Vertrag bei den Minnesota Wild in der NHL. Nach nur zwei Einsätzen in der regulären Saison erklärte er am 14. Juli 2006 seinen Rücktritt. Danach war er zunächst Manager des HK Traktor Tscheljabinsk, bevor er zwischen 2007 und 2010 den gleichen Verein als Cheftrainer betreute. Von Oktober 2010 bis 2012 war er Cheftrainer von Witjas Tschechow aus der Kontinentalen Hockey-Liga, ehe er innerhalb der Liga zu Sewerstal Tscherepowez wechselte.
Ab 2013 war Nasarow Cheftrainer beim HK Donbass Donezk und parallel Nationaltrainer der Ukraine. Mit dem Nationalteam erreichte er bei der Eishockey-Weltmeisterschaft der Herren 2014 den vierten Platz in der Division I A.
Nach dem Rückzug des HK Donbass aus der KHL wechselte Nasarow innerhalb der Liga zu Barys Astana und übernahm parallel den Posten des kasachischen Nationaltrainers.
Ab Juni 2015 stand Nasarow beim  SKA Sankt Petersburg unter Vertrag, wurde aber einer Niederlagenserie im Oktober des gleichen Jahres entlassen.
Anschließend war er zwischen Oktober 2015 und September 2016 Cheftrainer von Barys Astana. Anfang November 2016 wurde er als neuer Cheftrainer von Neftechimik Nischnekamsk vorgestellt.

## Erfolge und Auszeichnungen
- 2005 IIHF-European-Champions-Cup-Gewinn mit dem HK Awangard Omsk